# Dieci dita
Dieci dita è un EP del 2014 di Fabrizio Zanotti.

## Tracce
1. Dieci dita (testo e musica di Fabrizio Zanotti)
2. L'onda (testo di Fabrizio Zanotti e Valentina La Barbera e musica di Fabrizio Zanotti)
3. Come volevi tu (testo e musica di Fabrizio Zanotti)
4. Va y viene (testo e musica di Fabrizio Zanotti)

Prodotto da Enrico Caruso

## Musicisti
- Fabrizio Zanotti: voce, chitarra acustica
- Enrico Caruso: programmazione e tastiere
- Silvano Ganio Mego: basso elettrico nelle tracce 1,4
- Paolo Tubia: batteria nelle tracce 1,4
- Emiliano Coppo: chitarra elettrica nelle tracce 1,4